# Středočeské sdružení výtvarníků Unie výtvarných umělců
Středočeské sdružení výtvarníků sdružuje profesionální výtvarníky činné ve Středočeském kraji, bylo založeno 31. května 1990 v Praze.
Sdružení navazuje na výtvarné tradice kraje a snaží se rozvíjet výtvarnou činnost v co nejvyšší kvalitě, je tvůrčím seskupením profesionálních středočeských výtvarných umělců a zakládajícím členem Unie výtvarných umělců České republiky.

## Členové
- Jaroslav Alt (* 1950)
- Dalibor Blažek (* 1974)
- Jiří Boháč (* 1942)
- Ivan Bukovský (* 1949)
- Dagmar Čápová (* 1953)
- Otakar Čemus (1928-2021)
- Jiří Černý (* 1961)
- Vladimír Cidlinský (1934-2013)
- Zuzana Čížková (* 1982)
- Michaela Dusíková (* 1974)
- Jan Dvořák (* 1942)
- Ivana Erbenová (* 1958)
- Alena Ertlová (* 1965)
- Zdenka Fiedlerová (* 1947)
- Josef Hlaváček (* 1952)
- Jiří Jarolím (* 1936)
- Petr Kmošek (* 1946)
- Kateřina Kočková (* 1947)
- Viktor Konečný (* 1931)
- Stanislav Kovář (1931–2017)
- Patricie Koubská (* 1973)
- František Králík (1936–2021)
- Stanislava Králová (* 1961)
- Miloš Kubát (* 1922)
- Jana Lamserová (* 1938)
- Soňa Lebedová (* 1959)
- Vlasta Libánská (* 1954)
- Eva Linksfeilerová (* 1937)
- Alexandra Malá Videmannová
- Hana Malíková (* 1952)
- Zdeněk Manina (* 1961)
- Jaromír Másler (* 1958)
- Josef Meduna (* 1931)
- Antonín Zdeněk Micka (* 1955)
- Milada Mojsejová-Voláková (* 1952)
- Martin Mulač (* 1988)
- Andrej Nemeth (* 1942)
- Ivan Novosad (* 1953)
- Petr Pavliňák (* 1946)
- Jaroslav Petrželka (* 1938)
- Tomáš Petříček (* 1975)
- Marie Pokorná (* 1947)
- Stanislav Pokorný (* 1936)
- Josef Pospíšil (* 1955)
- Jana Přibylová (* 1939)
- Natálie Prindull (* 1954)
- Zdeněk Prokop (* 1934)
- Pavel Rajdl (* 1942)
- Dagmar Renertová (1930-2024)
- Jaroslav Rezler (* 1939), předseda
- Hana Richterová (* 1965)
- Natálie Singerová (* 1954)
- Marie Slavotínková (* 1975)
- Karel Souček (* 1938)
- Jiří Soukup (* 1942)
- Lubomír Petr Štícha (* 1960)
- Josef Švarc (* 1952)
- Ladislav Svatoš (* 1929)
- František Tomík (* 1955)
- Matouš Jiří Trnka (* 1946)
- Marie Trnková (* 1946)
- Anna Vančátová (* 1949)
- Maria Varvodičová
- Jan Veselý (* 1934 - 2009)
- Marcela Vichrová (* 1968)
- Jiří Vorel (* 1956)
- Tomáš Vosolsobě (* 1937 - 2011)
- Ellen Zemanová (* 1947)
- Václav Zoubek (* 1953), jednatel
- Hana Zpěváková-Sokoltová (* 1952)

## Spolkové výstavy
- 2003 Rabasova galerie, Rakovník
- 2005 Rabasova galerie, Rakovník
- 2006 Rabasova galerie, Rakovník

Městská galerie, Beroun
- 2007 Rabasova galerie, Rakovník

Zámecká galerie, Kladno
Galerie G, Olomouc
- 2008 Rabasova galerie, Rakovník

Sbor českých bratří, Mladá Boleslav
Zámecká galerie Chagall, Karviná
- 2009 Rabasova galerie, Rakovník

Městská galerie, Beroun
- 2010 Rabasova galerie, Rakovník
- 2011 Rabasova galerie, Rakovník
- 2012 Rabasova galerie, Rakovník
- 2013 Rabasova galerie, Rakovník

### Ostatní výstavy
- 2012 Galerie GATE, Praha
- 2013 Galerie GATE, Praha